# 馬茨山
74°42′S 162°17′E / 74.700°S 162.283°E
馬茨山（英語：Mount Matz）是南極洲的山峰，位於維多利亞地的斯科特海岸，海拔高度1,300米，處於安德頓冰川終點西面，美國地質調查局根據測量和該國海軍的空中照片繪入地圖。